# David Volek
David Volek (16. srpna 1966, Praha, Československo) je český bývalý hokejista. V současnosti působí jako zahraniční hráčský agent.

## Kariéra

### Klubová kariéra
David Volek začínal s hokejem v pražské Slavii. Roku 1984 přestoupil do Sparty, téhož roku byl v draftu NHL vybrán týmem New York Islanders. V roce 1988 byl Volek společně s Petrovkou obviněni z dopování. Volek nakonec emigroval. V NHL vydržel do roku 1994, kdy se vrátil zpět do Evropy, kde nastupoval v nižších českých a německých soutěžích. Ke konci roku 1995 se vrátil po letech do Sparty, kde však odehrál pět zápasů a ukončil svoji kariéru. V letech 1996 až 2005 působil jako skaut týmu Buffalo Sabres. V sezóně 2005/06 působil část sezóny jako asistent trenéra ve Spartě. Později se postavil na lavičku prvoligového Berouna. V sezoně 2009/2010 se, po odvolání Pavla Hynka a Františka Výborného, se stal asistentem nového kouče Sparty - Miloše Holaně. V sezoně 2010/2011 zaznamenala Sparta velmi špatný vstup do sezony, proto jsou oba trenéři dne 26.10.2010 odvolání. Nahrazují je Miloslav Hořava a Radim Rulík.

Po odvolání se postavil na střídačku prvoligové Roudnice nad Labem, po skončení sezony 2010/2011 se začal věnovat práci hokejového agenta, kde působí dodnes.

### Reprezentační kariéra
Volek se účastnil v roce 1988 olympijských her v Calgary, mistrovství světa 1987 a 1991 a Kanadského poháru v roce 1987.

## Ocenění a úspěchy
- 1989 NHL - All-Rookie Tým

## Prvenství

### NHL
- Debut - 6. října 1988 (Calgary Flames proti New York Islanders)
- První asistence - 6. října 1988 (Calgary Flames proti New York Islanders)
- První gól - 9. října 1988 (Los Angeles Kings proti New York Islanders, brankáři Glenn Healy)
- První hattrick - 20. prosince 1990 (New York Islanders proti Hartford Whalers)

### ČHL
- Debut - 27. října 1995 (HC Sparta Praha proti HC Petra Vsetín)
- První gól - 27. října 1995 (HC Sparta Praha proti HC Petra Vsetín, brankáři Romanu Čechmánkovi)
- První asistence - 10. listopadu 1995 (HC Sparta Praha proti HC Kometa BVV Brno)

## Klubová statistika
| Sezóna        | Klub                              | Soutěž        |     | Základní část | Základní část | Základní část | Základní část | Základní část |   | Play off | Play off | Play off | Play off | Play off |
| Sezóna        | Klub                              | Soutěž        | Z   | G             | A             | B             | TM            | Z             | G | A        | B        | TM       |          |          |
| 1984–85       | TJ Sparta ČKD Praha               | ČSHL          | 32  | 5             | 5             | 10            | 14            | —             | — | —        | —        | —        |          |          |
| 1985–86       | TJ Sparta ČKD Praha               | ČSHL          | 35  | 10            | 7             | 17            | —             | —             | — | —        | —        | —        |          |          |
| 1986–87       | TJ Sparta ČKD Praha               | ČSHL          | 39  | 27            | 25            | 52            | 38            | —             | — | —        | —        | —        |          |          |
| 1987–88       | TJ Sparta ČKD Praha               | ČSHL          | 42  | 29            | 18            | 47            | 58            | —             | — | —        | —        | —        |          |          |
| 1988–89       | New York Islanders                | NHL           | 77  | 25            | 34            | 59            | 24            | —             | — | —        | —        | —        |          |          |
| 1989–90       | New York Islanders                | NHL           | 80  | 17            | 22            | 39            | 41            | 5             | 1 | 4        | 5        | 0        |          |          |
| 1990–91       | New York Islanders                | NHL           | 77  | 22            | 34            | 56            | 57            | —             | — | —        | —        | —        |          |          |
| 1991–92       | New York Islanders                | NHL           | 74  | 18            | 42            | 60            | 35            | —             | — | —        | —        | —        |          |          |
| 1992–93       | New York Islanders                | NHL           | 56  | 8             | 13            | 21            | 34            | 10            | 4 | 1        | 5        | 2        |          |          |
| 1993–94       | New York Islanders                | NHL           | 32  | 5             | 9             | 14            | 10            | —             | — | —        | —        | —        |          |          |
| 1995–96       | HC Sparta Praha                   | ČHL           | 5   | 3             | 2             | 5             | 16            | —             | — | —        | —        | —        |          |          |
| 1995–96       | HC Slavia Becherovka Karlovy Vary | 1.ČHL         | 16  | 7             | 4             | 11            | —             | —             | — | —        | —        | —        |          |          |
| 1996–97       | TJ Stadion Nymburk                | KHP           | —   | —             | —             | —             | —             | —             | — | —        | —        | —        |          |          |
| 1999–00       | NED Hockey Nymburk                | 2.ČHL         | 4   | 3             | 1             | 4             | 2             | —             | — | —        | —        | —        |          |          |
| 2000–01       | NED Hockey Nymburk                | 2.ČHL         | 2   | 0             | 0             | 0             | 0             | —             | — | —        | —        | —        |          |          |
| Celkem v ČSHL | Celkem v ČSHL                     | Celkem v ČSHL | 148 | 71            | 55            | 126           | —             | —             | — | —        | —        | —        |          |          |
| Celkem v NHL  | Celkem v NHL                      | Celkem v NHL  | 396 | 95            | 154           | 249           | 201           | 15            | 5 | 5        | 10       | 2        |          |          |

## Reprezentace
| Rok                       | Tým                       | Soutěž                    | Z  | G  | A  | B  | TM |
| ------------------------- | ------------------------- | ------------------------- | -- | -- | -- | -- | -- |
| 1983                      | Československo 18         | MEJ                       | 5  | 3  | 2  | 5  | 8  |
| 1984                      | Československo 18         | MEJ                       | 5  | 5  | 5  | 10 | 2  |
| 1986                      | Československo 20         | MSJ                       | 7  | 4  | 3  | 7  | 6  |
| 1987                      | Československo            | MS                        | 10 | 3  | 1  | 4  | 2  |
| 1987                      | Československo            | KP                        | 6  | 2  | 2  | 4  | 2  |
| 1988                      | Československo            | OH                        | 7  | 1  | 2  | 3  | 2  |
| 1991                      | Československo            | MS                        | 10 | 3  | 2  | 5  | 8  |
| Juniorská kariéra celkově | Juniorská kariéra celkově | Juniorská kariéra celkově | 17 | 12 | 10 | 22 | 16 |
| Seniorská kariéra celkově | Seniorská kariéra celkově | Seniorská kariéra celkově | 33 | 9  | 7  | 16 | 14 |